# Permanent Record (livro)
Permanent Record é um livro de Edward Snowden publicado em 17 de setembro de 2019. O escritor Joshua Cohen é creditado por Snowden por "ajudar a transformar minhas reminiscências desmedidas e manifestos encapsulados num livro."

## Processo civil
No dia 17 de setembro de 2019, os Estados Unidos emitiram um processo contra Snowden por supostas violações de acordos de não abertura com a CIA e NSA. A acusação alega que Snowden violou obrigações de pré-publicação relacionadas com seu livro Permanent Record. A acusação lista as editoras Macmillan e Holtzbrink como réus de alívio. O próprio Snowden fez referência sobre isso num episódio do The Daily Show, dizendo que isso foi largamente responsável pelo aumento das vendas do livro via o Efeito Streisand

## Recepção
Kirkus Reviews escreveu, "o livro do Snowden provavelmente não mudará as mentes de seus detratores, mas faz um caso forte sobre suas ações."
Publishers Weekly criticou o livro por faltar uma argumentação forte de que a vigilância da NSA "leva inevitavelmente à controle opressivo", mas concluiu, "Ainda assim, os muitos admiradores do Snowden vão achar sua saga cativante e inspiradora."